# پروزیبن‌ست.۱ مدیا
پروزیبن‌ست.۱ مدیا (انگلیسی: ProSiebenSat.1 Media) شرکت رسانه‌ای آلمانی است، که در سال ۲۰۰۰ تأسیس شد.